# Johann Christoph Bekmann
Johann Christoph Bekmann, także: Becmann lub Beckmann (ur. 13 września 1641 in Zerbst/Anhalt; zm. 6 marca 1717 we Frankfurcie nad Odrą) – niemiecki historyk, bibliotekarz, kronikarz Anhaltu i Marchii Brandenburskiej, teolog.
W styczniu 1667 uzyskał stanowisko profesora historii, a następnie greki i teologii na Uniwersytecie Viadrina we Frankfurcie nad Odrą. Kilkukrotny rektor tej uczelni.
Autor wielu publikacji z różnych dziedzin nauki.
W 1707 otrzymał oficjalne polecenie od króla Fryderyka I spisania dziejów Brandenburgii.

## Dzieła
- Catalogus bibliothecae publica Universitatis Francofurtanae ad Oderam. Frankfurt (Oder) 1676; 2. verm. Aufl. ebda. 1706
- Historie des Fürstenthums Anhalt, 7 Tle. Zerbst 1710; Ergänzungsband u.d.T. Accessiones. Zerbst 1716 (Ndr. Dessau 1995)
- Historische Beschreibung der Chur und Mark Brandenburg nach ihrem Ursprung, Einwohnern, Natürlichen Beschaffenheit, Gewässer, Landschaften, Stäten, Geistlichen Stiftern..., Regenten, deren Staats- und Religions=Handlungen, Wapen, Siegel und Münzen, Wohlverdienten Geschlechtern Adelichen und Bürgerlichen standes..., Erg., fortges. u. hrsg. von Bernhard Ludwig Beckmann, Band 1 (Theil 1-4), Berlin, Voß, 1751.
- Historische Beschreibung der Chur und Mark Brandenburg nach ihrem Ursprung, Einwohnern..., Erg., fortges. u. hrsg. von Bernhard Ludwig Beckmann, Band 2 (Theil 5), Berlin, Voß, 1753 (Ndr. Hildesheim 2004).